# Håkantorps kyrka
Håkantorps kyrka är en kyrkobyggnad i Hornborga församling (före 2006 Håkantorps församling) i Skara stift. Den ligger i kyrkbyn Håkantorp i norra delen av Falköpings kommun.

## Kyrkobyggnad
Kyrkan ersatte 1842 en mindre förfallen kyrka som revs.

## Inventarier
Kyrkans predikstol är från 1600-talet och altaret av slipad kalksten byggdes 1958. Dopfunten som har medeltida ursprung överfördes till kyrkan från Äspäs gård där den användes för att plantera blommor i. Altartavlan föreställer den sjunkande Petrus som hålls uppe av Jesus. I korgolvet finns en gravhäll från 1600-talet över Arve Bengtsson med familj.